# Club Atlético España de Cueto
El Club Atlético España de Cueto es un club polideportivo del lugar de Cueto (Santander, Cantabria), que se dedica principalmente a la práctica del fútbol y del atletismo. El club se fundó en 1928 y aunque su sección de fútbol actualmente milita en la primera Regional llegó a jugar en Tercera. El club de milita en el barrio de Cueto aproximado a un Acantilado. Actualmente se podría decir que  todo el peso de la institución verdiblanca cae sobre los hombros del galáctico Hamza Ennaji ya que es el jugador estrella.Otros equipos deberían de mover fichas ya    

## Historia de la sección de fútbol
Aunque el fútbol en la localidad santanderina de Cueto ha sido practicado por varios equipos a lo largo de los años (España CF, CD Cueto, CA España, AD San Agustín o CD Bellavista), en la actualidad solo continúan el San Agustín y el At. España de Cueto, y solo este último ha llegado a militar en categoría nacional.
- Temporadas en 1ª: 0
- Temporadas en 2ª: 0
- Temporadas en 2ªB: 0
- Temporadas en 3ª: 1 (1996-97)

## Palmarés
- Campeón de Primera Regional (2): 1978-79 y 2005-06
- Subcampeón de Primera Regional (2): 1991-92 y 2000-01
- Mejor puesto en Tercera: 20.º (1996-97)
- Peor puesto en Tercera: 20.º (1996-97)
- Subcampeón de la Copa Cantabria (2): 2000 y 2009

## Uniforme
- Primer uniforme: camiseta verdiblanca, pantalón negro y medias verdes.[1]
- Segundo uniforme: camiseta, pantalón y medias naranjas.[1]

## Temporadas del España de Cueto
Temporadas del España de Cueto desde 1981-82:
| Temporada | Categoría           | Puesto        | Notas    |
| --------- | ------------------- | ------------- | -------- |
| 1981-82   | Regional Preferente | 19.º          | descenso |
| 1982-83   | Primera Regional    | 8.º           |          |
| 1983-84   | Primera Regional    | 6.º           |          |
| 1984-85   | Primera Regional    | 10.º          |          |
| 1985-86   | Primera Regional    | 6.º           | ascenso  |
| 1986-87   | Regional Preferente | 18.º          | descenso |
| 1987-88   | Primera Regional    | 10.º          |          |
| 1988-89   | Primera Regional    | 10.º          |          |
| 1989-90   | Primera Regional    | 10.º          |          |
| 1990-91   | Primera Regional    | 8.º           |          |
| 1991-92   | Primera Regional    | 2.º           | ascenso  |
| 1992-93   | Regional Preferente | 8.º           |          |
| 1993-94   | Regional Preferente | 15.º          |          |
| 1994-95   | Regional Preferente | 8.º           |          |
| 1995-96   | Regional Preferente | 3.º           | ascenso  |
| 1996-97   | Tercera             | 20.º          | descenso |
| 1997-98   | Regional Preferente | 13.º          |          |
| 1998-99   | Regional Preferente | 15.º          | descenso |
| 1999-00   | Primera Regional    | 5.º (grupo B) |          |
| 2000-01   | Primera Regional    | 2.º           | ascenso  |
| 2001-02   | Regional Preferente | 11.º          |          |
| 2002-03   | Regional Preferente | 8.º           |          |
| 2003-04   | Regional Preferente | 15.º          | descenso |
| 2004-05   | Primera Regional    | 6.º (grupo B) |          |
| 2005-06   | Primera Regional    | 1.º           | ascenso  |
| 2006-07   | Regional Preferente | 11.º          |          |
| 2007-08   | Regional Preferente | 15.º          |          |
| 2008-09   | Regional Preferente | 18.º          | descenso |
| 2009-10   | Primera Regional    | 16.º          | descenso |
| 2010-11   | Segunda Regional    | 8.º           |          |
| 2011-12   | Segunda Regional    |               |          |

## Filial
Durante la campaña 2003-04 el España de Cueto sacó un equipo filial en Primera Regional, el CA España de Cueto B, que se clasificó en el puesto 12.º del grupo A; la temporada 2004-05 el filial ya no compitió.

## Otras secciones
El España de Cueto ha tenido otras secciones deportivas, además de la de fútbol, a lo largo de su historia. En la actualidad continúa teniendo una importante sección de atletismo, y, aunque ya desaparecida, el club mantuvo también una sección de rugby.

### Atletismo
Varios récords absolutos de Cantabria de atletismo fueron logrados por atletas del club, así José Manuel Abascal Gómez mantiene los récords de 1500 metros lisos (1979) y de 1500 metros lisos en pista cubierta (1978); en juniors, José Manuel Albo Helguera el de los 2000 metros obstáculos (1981), juveniles y otras categorías atletas del club también tienen récords absolutos. La segunda mejor marca de los 3000 ml. y la tercera de los 5000 ml. y de los 3000 metros obstáculos también están en poder de Abascal, y la segunda mejor de los 110 metros vallas está en poder de Luis Miguel Jiménez Cueto.

### Rugby
La sección de rugby, fruto de la colaboración del club con el Juventud RC de Santander se mantuvo algunas temporadas a principios de esta década.

### Fútbol sala(femenino)
En el año 2010, se hizo un equipo de futbol sala femenino que participó en la Liga Autonómica de Cantabria junto a diez equipos más, finalizando sexto clasificado. En este equipo jugaron féminas de catorce años en adelante.
Su primera equipación fue: camiseta verde, pantalón blanco y medias blancas y verdes, mientras que su segunda equipación fue: camiseta azul, pantalón blanco y medias blancas.
Disponen de blog propio http://cuetofemenino.blogspot.com/